# Xilinx Vivado
Vivado Design Suite（也称为 Xilinx Vivado 或 Vivado）是 Xilinx 开发的用于 HDL 设计的合成和分析的软件套件，具有用于片上系统开发和高级综合的附加功能。，它取代了之前的 Xilinx ISE。
和较新版本的 ISE 一样，Vivado 包含了内置的逻辑仿真器 ISIM （页面存档备份，存于）。Vivado还引入了高级综合，其工具链可将 C 代码转换为可编程逻辑。
Xilinx 用 Vivado Design Suite 替换有15年的寿命的 ISE 软件，花费了 1000 人·年的工作时间及 2 亿美元。

## 特性
Vivado 于2012年4月推出，它是一个集成开发环境（IDE），具有在共享可伸缩数据模型（scalable data model）和公共调试环境（common debug environment）上构建的系统到IC级工具。Vivado 包含用于综合和验证基于 C 的算法 IP 核的电子系统级（ESL）设计工具；基于标准的算法和 RTL IP 包以供重用；基于标准的 IP 缝合和所有类型的系统构件的系统集成；以及块和系统的验证。Vivado 的免费版本 WebPACK Edition 为设计人员提供了有限功能的设计环境。

## 组件
Vivado High-Level Synthesis（Vivado 高级综合）是可将C、C ++ 和 SystemC 程序可以直接转换以供 Xilinx 器件使用的编译器，用户可无需手动创建RTL。Vivado 高级综合支持 C++ 类、模板、函数和运算符重载。Vivado 2014.1引入了对将 Xilinx 设备的 OpenCL 内核自动转换为 IP 核的支持。OpenCL 内核是可以在各种 CPU，GPU 和 FPGA 平台上执行的程序。
Vivado Simulator（Vivado 仿真器）是Vivado设计套件的组件。它是一种编译语言模拟器，支持混合语言、TCL 脚本、加密 IP 核和增强的验证。
Vivado IP Integrator（Vivado IP 核集成）使工程师可以通过大型 Xilinx IP 库快速集成和配置 IP 核。该集成器还针对使用 Xilinx 的系统生成器（System Generator）和 Vivado 高级综合构建的 MathWorks Simulink 设计进行了优化。
Vivado TCL Store 是用于为 Vivado 开发附加组件的脚本系统，可用于添加和修改 Vivado 的功能。TCL 即工具命令语言（Tool Command Language），并且是 Vivado 本身所基于的脚本语言。Vivado的所有基础功能都可以通过 TCL 脚本来调用和控制。

## 设备支持
Vivado 支持 Xilinx 的7-系列及所有更加新的设备（UltraScale 和 UltraScale+ 系列）。若需要使用 Xilinx 的旧设备开发，则需要使用已经停止更新的 Xilinx ISE 软件。